# Sojin (artista)
Park So-jin (hangul: 박소진; hanja: 朴素珍; rr: Bak So-jin; MR: Pak So-jin), mais conhecida como Sojin (hangul: 소진), é uma cantora, dançarina, compositora e atriz sul-coreana. Ela era integrante e líder do grupo feminino Girl's Day, mas acabou por deixar o mesmo em 2019.

## Biografia
Sojin nasceu em 21 de maio de 1986, em Daegu, Coreia do Sul. Ela frequentou a Escola Primária Lee Hyun, Escola Seojin e Escola Secundária de Meninas Kyungduk. Ela graduou-se em Engenharia mecânica na Universidade Yeungnam.

## Carreira
Antes de estrear, Sojin trabalhou como instrutora de vocal para a boy band Ulala Session.
Em 7 de julho de 2010, Sojin estreou com integrante do Girl's Day no KBS' Music Bank com seu single de estreia, "Tilt My Head".
Em 9 de janeiro de 2011, Sojin lançou seu primeiro single solo para a trilha sonora de Flames of Desire, "Our Love Like This".
Em 19 de abril de 2012, Girl's Day fez seu retorno com o mini-álbum Everyday II. O álbum inclui a canção "Telepathy", que foi composta por Sojin. Naquele mesmo ano, Sojin e um compositor escreveram a canção "It's Snowing" para Tokyo Girl. A canção foi lançada em 7 de dezembro.
Em 2 de março de 2014, Sojin colaborou com o artista de hip hop Crucial Star no remake da canção de Park Hye Kyung, "Three Things I Want to Give You".

## Influências
Sojin diz que a maior influência na sua vida é Uhm Jung-hwa. Ela descreve-a como uma líder de longo tempo da sua geração e mostra expressividade e profundidade abundantes.

## Vida pessoal
Em 28 de junho de 2017, ela e Eddy Kim anunciaram que estão namorando.

## Discografia
| Ano  | Título da canção                  | Artista                             | Álbum                               | Duração |
| ---- | --------------------------------- | ----------------------------------- | ----------------------------------- | ------- |
| 2011 | "Our Love Like This"              | Sojin                               | Flames of Desire OST                | 3:57    |
| 2011 | "Bum Bum Bum"                     | Sojin feat. Song Ho-bum             | Kwak Tae-hoon Project Album 4th     | 3:21    |
| 2013 | "In the Summer"                   | Sojin feat. Zizo                    | Deux 20th Anniversary Tribute Album | 4:21    |
| 2013 | "I Want to Turn Back Time"        | Sojin                               | Passionate Love OST                 | 4:02    |
| 2014 | "Three Things I Want to Give You" | Crucial Star feat. Sojin            | Single                              | 4:00    |
| 2014 | "Finale"                          | Sojin & Dok2                        | Single                              | 3:51    |
| 2015 | "On Rainy Days"                   | Kim Taebum (Party Street) and Sojin | Single                              | 3:37    |
| 2015 | "Ajjil Ajjil"                     | Sojin                               | Family Outing OST                   | 3:27    |
| 2015 | "I Am Korea"                      | Vários Artistas                     | I Am Korea Theme Song               | 3:40    |
| 2015 | "It Hurts"                        | Sojin & Zico                        | Mask OST                            | 3:47    |
| 2015 | "Everyday With You"               | Sojin                               | Reply 1988 OST                      | 3:16    |

## Televisão

### Drama
| Ano  | Título                 | Papel                 | Rede de TV | Nota           |
| ---- | ---------------------- | --------------------- | ---------- | -------------- |
| 2011 | I Trusted Him          | Participação especial | MBC        |                |
| 2014 | The Greatest Marriage  | Lee Yoo-Ri            | CSTV       | Papel de apoio |
| 2015 | The Family Is Coming   | Choi Dong-Joo         | SBS        | Papel de apoio |
| 2020 | The Spies Who Loved me | Bae Du-Rae            | MBC        | Papel de apoio |

### Programas de variedades
| Ano  | Titulo                                              | Rede de TV | Nota                                                    |
| ---- | --------------------------------------------------- | ---------- | ------------------------------------------------------- |
| 2010 | The Beatles Code                                    | Mnet       | Convidada com Minah                                     |
| 2011 | 1000 Song Challenge                                 | SBS        | Convidada com Minah                                     |
| 2012 | 1vs100                                              | KBS        | Convidada com Minah                                     |
| 2013 | Lunar New Year’s Special: Showdown! Idol Gayo Stage | KBS        | Convidada com Minah                                     |
| 2013 | Star King                                           | SBS        | Convidada com Hyeri                                     |
| 2013 | Hidden Singer 2                                     | JTBC       | Convidada                                               |
| 2014 | Star King                                           | SBS        | Convidada com Hyeri                                     |
| 2014 | Full House                                          | KBS2       | Convidada com Minah                                     |
| 2014 | Hello Counselor                                     | KBS2       | Convidada com Minah                                     |
| 2014 | Idol School                                         | MBC        | MC                                                      |
| 2014 | Quiz To Change The World                            | MBC        | Convidada com Yura                                      |
| 2015 | Running Man                                         | SBS        | Convidada                                               |
| 2015 | King Of Masked Singer                               | SBS        | Convidada                                               |
| 2015 | Escape Crisis No. 1                                 | KBS2       | Convidada com Yura e Minah                              |
| 2015 | Hello Counselor                                     | KBS2       | Convidada com Yura                                      |
| 2015 | I Live Alone                                        | MBC        | Convidada no episódio 117                               |
| 2015 | Two Yoo Project – Finding Sugar Man                 | JTBC       | Convidada, junto com Hani (EXID), John Park e Mad Clown |